# Mercedes-Benz W196
Mercedes-Benz W196 är en tävlingsbil, tillverkad av den tyska biltillverkaren Mercedes-Benz mellan 1954 och 1955.

## Bakgrund
Mercedes-Benz hade kommit tillbaka till motorsporten 1952 med sportvagnen W194. På grund av företagets knappa resurser efter andra världskriget hade W194:an till stora delar byggts på standarddetaljer från personbilarna. Men bilen var ändå konkurrenskraftig och efter en framgångsrik säsong drog sig Mercedes-Benz tillbaka för att koncentrera krafterna på en ny formel 1-bil, byggd efter det reglemente som skulle börja gälla säsongen 1954.
Till 1954 införde FIA ett regelverk som begränsade slagvolymen på motorer med överladdning till 750 cm³ och utan överladdning till 2500 cm³. Mercedes-Benz insåg omgående att detta skulle göra deras gamla signum kompressormotorn chanslös.

## W196 R

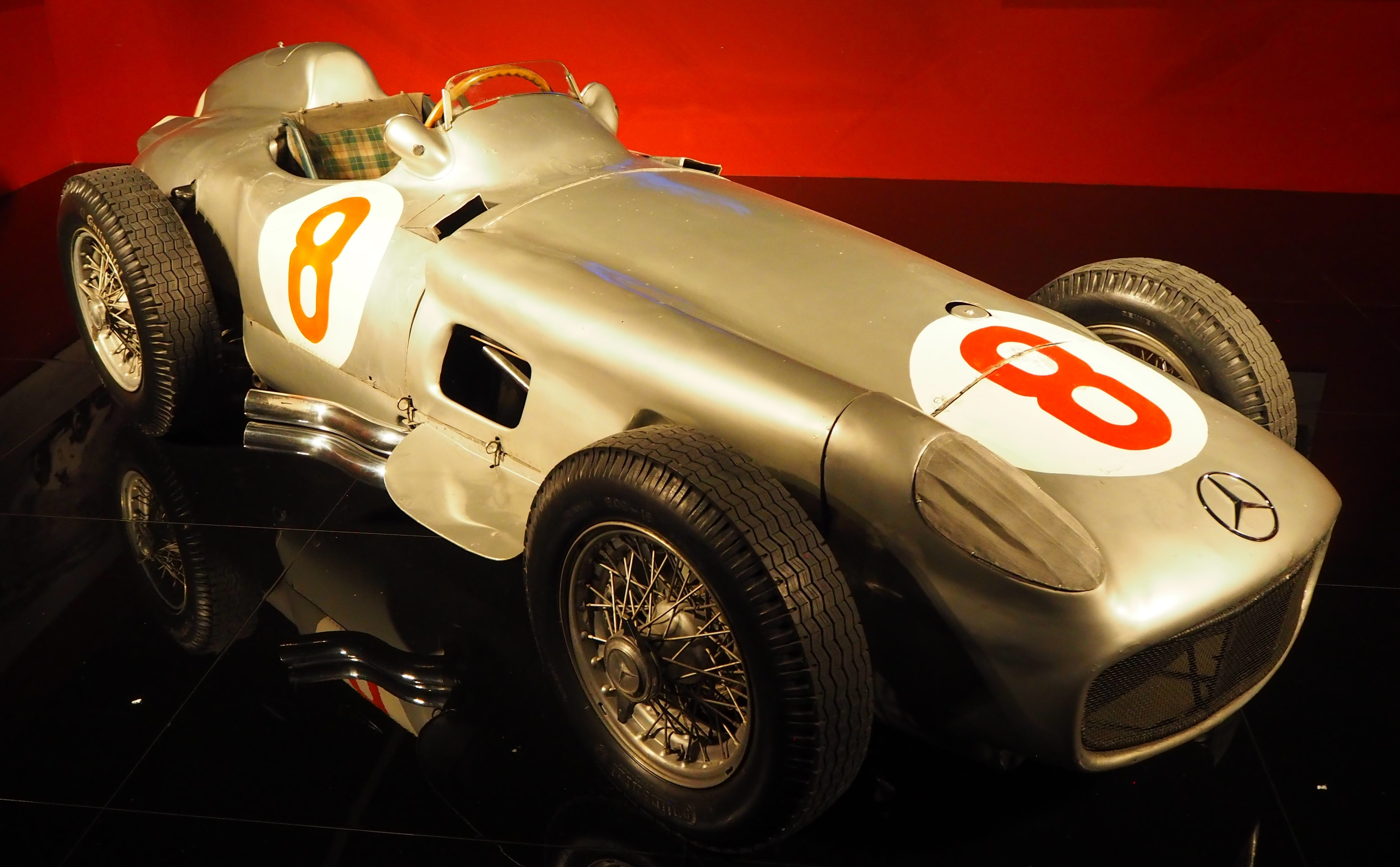
Mercedes-Benz W196 R 1954

Motorn i den nya bilen var en rak åtta, med två fyrcylindriga motorblock under ett gemensamt topplock. Kraften togs ut i mitten av motorn, mellan blocken, istället för som normalt i svänghjulsänden. Topplocket hade två överliggande kamaxlar och två ventiler per cylinder. Motorn var så högvarvig att man tvingades använda tvångsstyrda ventiler. Normala ventilfjädrar var för långsamma för att hinna stänga ventilerna innan de träffades av den uppåtgående kolven. Motorn var försedd med direktinsprutning, baserad på erfarenheterna från de flygmotorer Mercedes-Benz byggt under andra världskriget och dubbeltändning. Motorn monterades lutande i chassit för att kunna bygga bilen så låg som möjligt.
Chassit var uppbyggt som en bur av ett stort antal svetsade rör. Detta gav konstruktionen stor vridstyvhet, kombinerat med låg vikt. Bilen hade en enkelledad pendelaxel som senare skulle komma även personbilarna till del. Bromsarna var centralt placerade, för att hålla nere den ofjädrade vikten.
Mercedes-Benz utnyttjade en lucka i regelverket och tog fram en strömlinjeformad kaross med täckta hjul. Detta gav hög toppfart, men förarna klagade på att bilen blev svårkörd på kurviga banor, där de var vana att se var de skulle placera hjulen. Därför tillkom snart en variant med friliggande hjul. Till stadsloppet i Monaco tog man fram en variant med kort hjulbas, som lättare tog sig runt kurvorna.
W196 R var en mycket framgångsrik formel 1-bil som vann nio av de tolv lopp den deltog i.

## W196 S 300 SLR

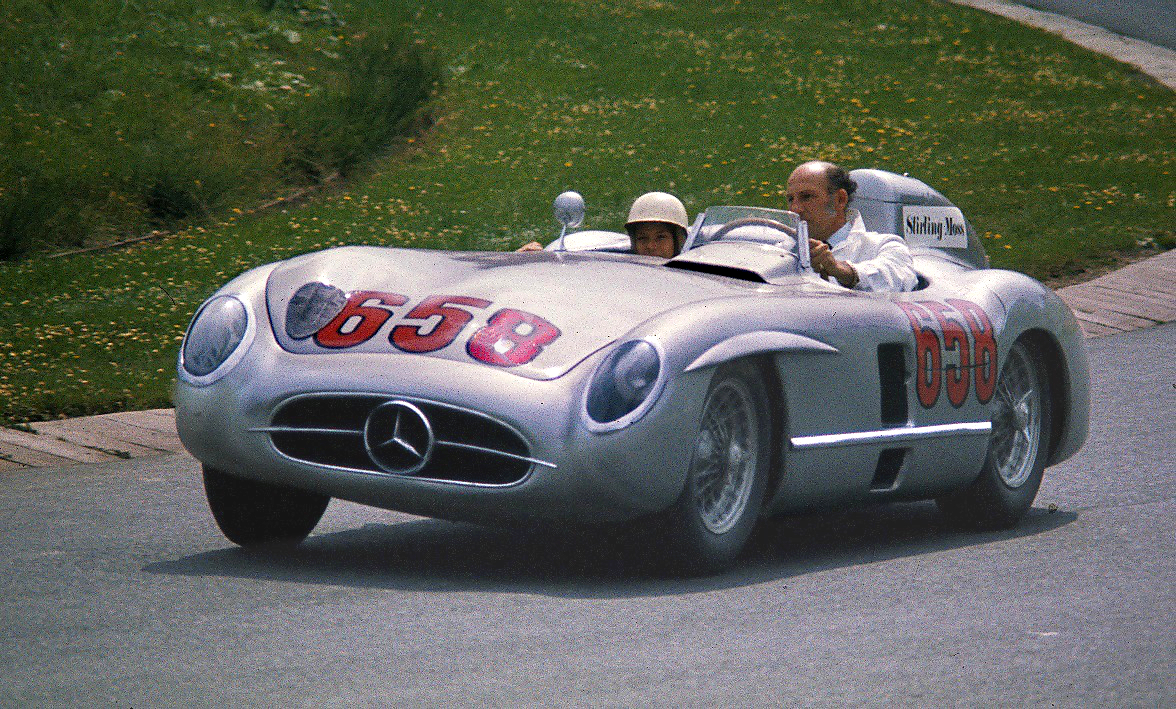
Stirling Moss i en Mercedes-Benz 300 SLR

FIA hade inrättat ett världsmästerskap för sportvagnar till 1953. Mercedes-Benz insåg att W196:an skulle kunna göra bra ifrån sig även i denna gren. Därför utvecklades sportvarianten W196 S. För att markera släktskapet med sportbilen 300 SL som fanns till salu i utställningshallarna kallades bilen även 300 SLR.
Chassit breddades för att rymma två personer. Den öppna karossen baserades på erfarenheterna från den tidigare tävlingsvagnen W194 och den strömlinjeformade F1-bilen. Motorn förstorades till tre liter. Bilens stora bekymmer var trumbromsarna, som var betydligt sämre än de brittiska konkurrenternas skivbromsar. Därför experimenterade man med en luftbroms, en stor uppfällbar skiva bakom förarplatsen som ökade luftmotståndet.
Mercedes-Benz byggde även två täckta coupéer som skulle tävla i Sydamerika 1955, men efter katastrofen på Le Mans ställdes dessa planer in.
Även W196 S var en framgångsrik tävlingsbil som vann VM-titeln åt Mercedes-Benz sin första och enda säsong.

## Tekniska data
| Tekniska data               | W196 R                                                                     | W196 S                                                                     |
| --------------------------- | -------------------------------------------------------------------------- | -------------------------------------------------------------------------- |
| Motor:                      | Frontmonterad 8-cylindrig radmotor                                         | Frontmonterad 8-cylindrig radmotor                                         |
| Cylindervolym:              | 2496 cm³                                                                   | 2983 cm³                                                                   |
| Borrning x slaglängd:       | 76 x 68,8 mm                                                               | 78 x 78 mm                                                                 |
| Max effekt vid varvtal:     | 257 hk vid 8 250 v/min                                                     | 300 hk vid 7 500 v/min                                                     |
| Max vridmoment vid varvtal: | 247 Nm vid 6 300 v/min                                                     | 295 Nm vid 5 950 v/min                                                     |
| Ventilstyrning:             | 2 överliggande kamaxlar, 2 tvångsstyrda ventiler per cylinder              | 2 överliggande kamaxlar, 2 tvångsstyrda ventiler per cylinder              |
| Kompression:                | 9:1                                                                        | 9:1                                                                        |
| Växellåda:                  | 5-växlad manuell, transaxel                                                | 5-växlad manuell, transaxel                                                |
| Hjulupphängning fram:       | Dubbla tvärlänkar, längsgående torsionsstavar, hydrauliska stötdämpare     | Dubbla tvärlänkar, längsgående torsionsstavar, hydrauliska stötdämpare     |
| Hjulupphängning bak:        | Enkelledad pendelaxel, längsgående torsionsstavar, hydrauliska stötdämpare | Enkelledad pendelaxel, längsgående torsionsstavar, hydrauliska stötdämpare |
| Bromsar:                    | Hydrauliska trumbromsar                                                    | Hydrauliska trumbromsar                                                    |
| Chassi & kaross:            | Fackverksram med aluminiumkaross                                           | Fackverksram med aluminiumkaross                                           |
| Hjulbas:                    | 215–235 cm                                                                 | 215–235 cm                                                                 |
| Torrvikt:                   | Ca 700 kg                                                                  |                                                                            |
| Toppfart:                   | 290 km/h                                                                   | 290 km/h                                                                   |

## Tävlingsresultat

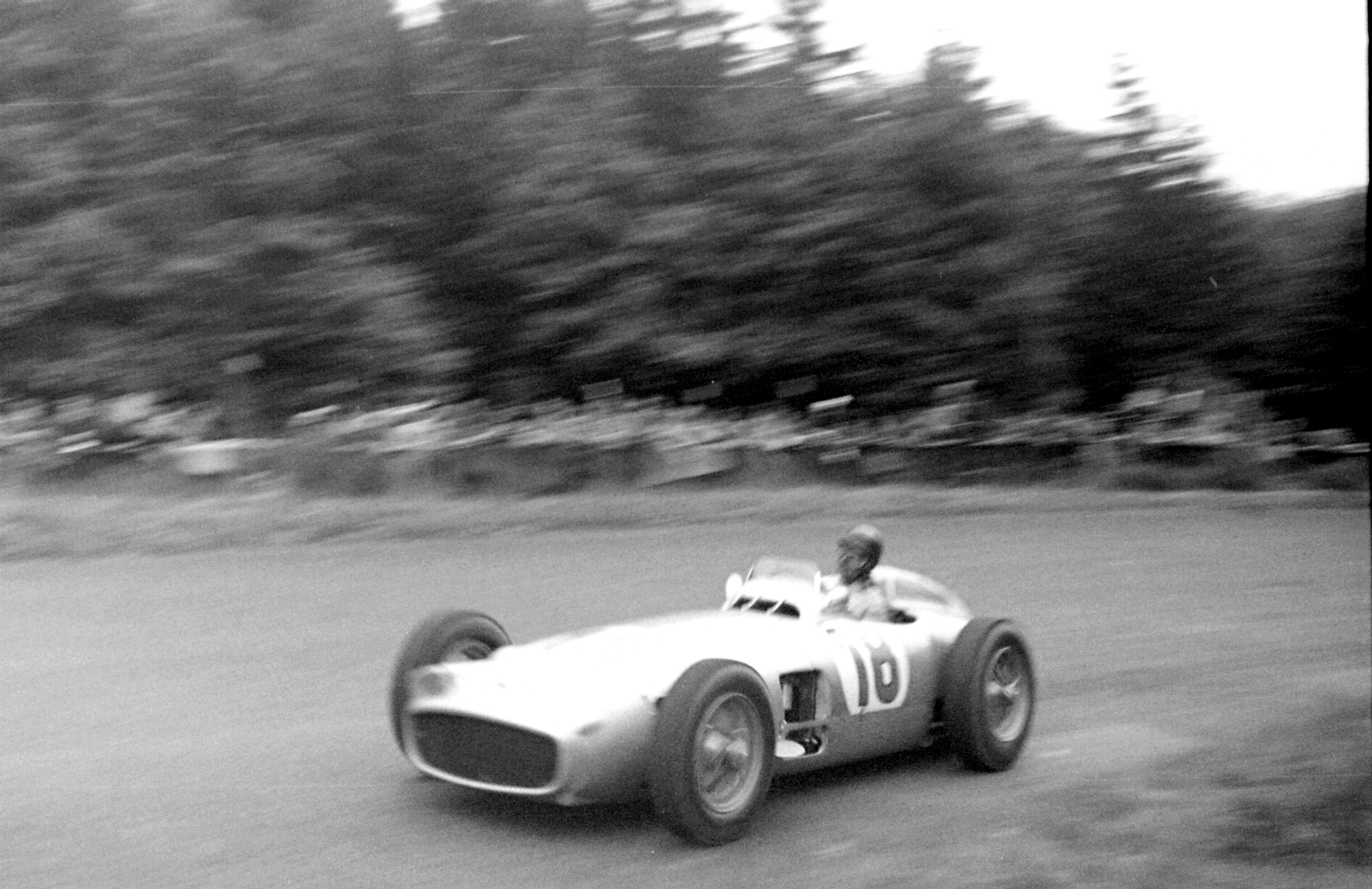
Fangio i sin W196R vid Tysklands Grand Prix 1954.

### Formel 1-VM 1954
Bilen gjorde sin debut i juli 1954, vid Frankrikes Grand Prix. Stallchefen Alfred Neubauer hade mönstrat välkända Mercedes-förare som Karl Kling och Hermann Lang. Juan Manuel Fangio, världsmästaren från 1951, hade börjat säsongen hos Maserati och redan vunnit två lopp där, men bytte stall till italienarnas förtret. Bilen tog en dubbelseger i sin första tävling, med Fangio på första och Kling på andra plats.
Fangio tog ytterligare tre segrar under säsongen. Tillsammans med de två topplaceringarna med Maserati vann han sex av säsongens nio lopp, vilket gav honom hans andra VM-titel. Kling slutade femma och Hermann sjua i VM.

### Formel 1-VM 1955
Till 1955 hade stallet tecknat kontrakt även med Stirling Moss och Piero Taruffi.
Mercedes-Benz dominerade även 1955. Säsongen hade förkortats på grund av tragedin på Le Mans, men stallet vann fem av sju lopp.
Fangio blev världsmästare en tredje gång, med fyra vinster. Moss kom tvåa, efter att ha vunnit sitt hemma-Grand Prix. Taruffi slutade sexa och Kling elva.

### Sportvagns-VM 1955

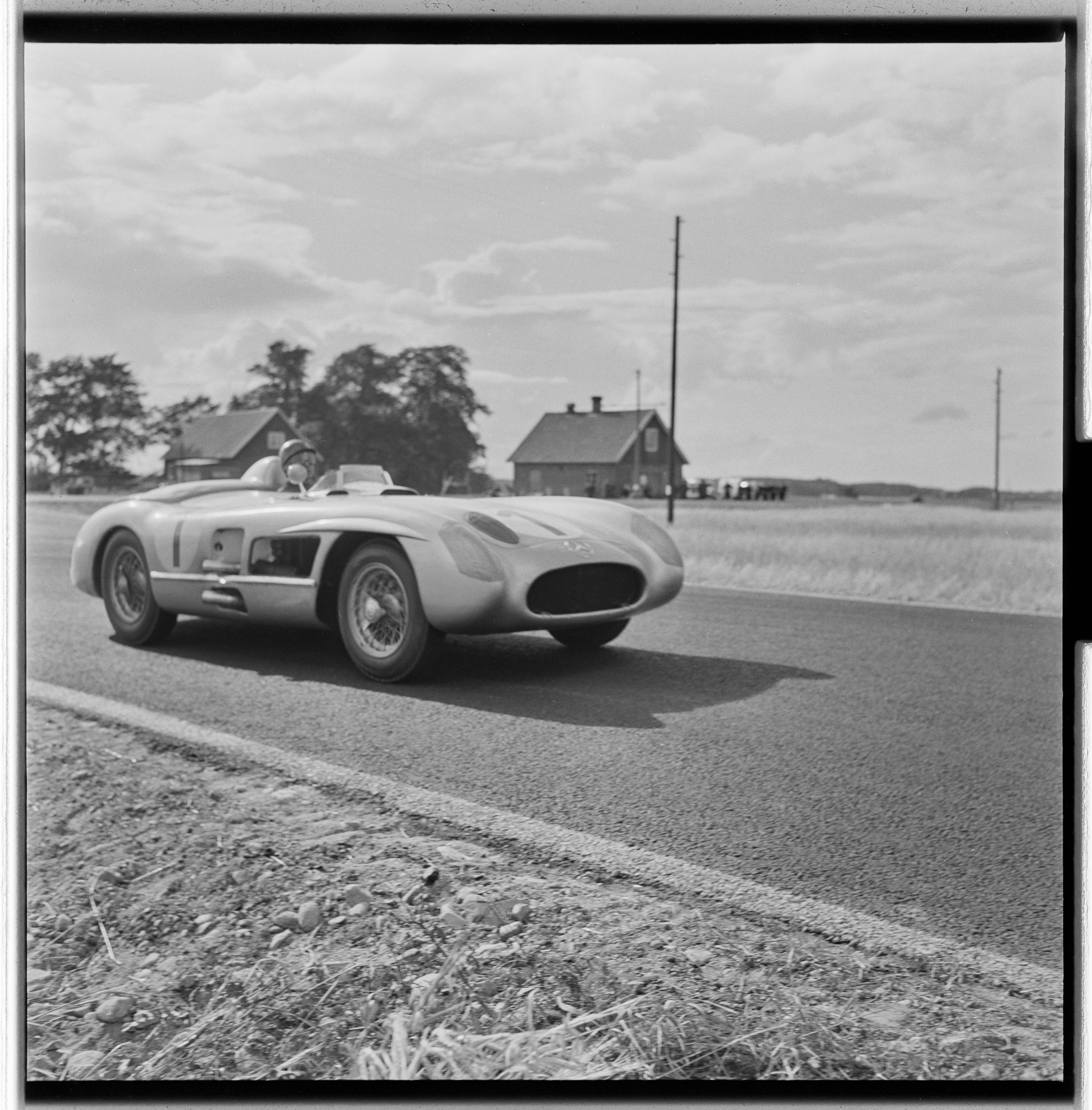
Fangio i sin 300 SLR vid Kristianstads Grand Prix 1955.

Bilen gjorde sin debut i sportvagns-VM vid Mille Miglia. Stallet använde samma förare som i formel 1-tävlingarna. Bilen tog en dubbelseger redan i sin första tävling, med Moss på första och Fangio på andra plats. På Nürburgring ett par veckor senare blev platserna de omvända. På Le Mans slog katastrofen till, när Mercedes-föraren Pierre Levegh kraschade och tog med sig fler än 80 åskådare i döden. Trots det fullföljde stallet säsongen och tog ytterligare tre segrar, bland annat i Sveriges Grand Prix på Råbelöfsbanan utanför Kristianstad.
Mercedes-Benz vann VM-titeln 1955 före huvudkonkurrenten Ferrari.
Efter säsongen 1955 drog sig Mercedes-Benz tillbaka från motorsporten, obesegrade. Som skäl angavs att pengarna behövdes bättre för att utveckla personbils- och lastbils-tillverkningen, men olyckan på Le Mans spelade säkert också in. Fabriken fortsatte att tävla på lägre nivåer, men det skulle dröja trettio år innan man kom tillbaka till de högsta klasserna.